# Pavel Šimčík
Pavel Šimčík (* 22. května 1977 Praha) je český divadelní, filmový a televizní herec. Vystudoval herectví na katedře alternativního a loutkového divadla Divadelní fakulta Akademie múzických umění v roce 2000. Od té doby je členem souboru Dejvického divadla. Žije v Praze, je svobodný a bezdětný. Věnuje se hře na kytaru a závodnímu běhání.

## Divadelní role

### Dejvické divadlo
- 1997 Pošťák – Edgar Allan Poe: Utišující metoda
- 1998 Drak – Švec Dratvička
- 1999 Šašek Feste – William Shakespeare: Večer tříkrálový aneb Cokoli chcete
- 2000 Člověk – Fjodor Michajlovič Dostojevskij: Bratři Karamazovi
- od roku 2000 Druhý voják, Druhý misionář – Gabriel García Márquez: Neuvěřitelný a tklivý příběh o bezelstné Eréndiře a její ukrutné babičce
- 2001 I., II., III. poustevník – O zakletém hadovi
- 2001 Šéf v práci – Petr Zelenka: Příběhy obyčejného šílenství
- 2002 Čebutykin – Anton Pavlovič Čechov: Tři sestry
- 2002 Havlena, obchodník – Miroslav Krobot: Sirup, Dejvické divadlo
- 2003 2. mluvčí – Wolfgang Amadeus Mozart: Kouzelná flétna
- 2004 SEKEC MAZEC
- 2005 Leon – I.B.S./KFT: Love Story
- 2005 Amtorg 1 – Petr Zelenka: Teremin
- 2006 Guildenstern - William Shakespeare: Hamlet
- 2006 Hrabě – S – Johann Wolfgang Goethe: Spříznění volbou
- 2007 Rešeršmen – Doyle Doubt: Černá díra
- 2008 Myškin – Fjodor Michajlovič Dostojevskij, Miroslav Krobot: Idiot
- 2009 Karel – David Jařab: Hlasy
- 2010 Zpěvák, Osikainen, Násilník – Aki Kaurismäki: Muž bez minulosti
- 2011 Charles – Karel František Tománek: Wanted Welzl
- 2013 Ilja Šamrajev – Anton Pavlovič Čechov: Racek, režie: Michal Vajdička
- 2014 Karel František Tománek: KAFKA '24, režie: Jan Mikulášek
- 2015 Křupan, Dion – William Shakespeare: Zimní pohádka[1]
- 2016 Daniel Doubt: Vzkříšení[2]
- 2017 Miroslav Krobot, Lubomír Smékal: Honey, společný projekt Dejvického divadla a Cirku La Putyka, režie: Miroslav Krobot, premiéra: 12. listopad 2017[3][4]
- 2018 Erik de Clercq – Petr Zelenka: Elegance molekuly[5]
- 2018 Václav Havel, DD: Zítra to spustíme aneb Kdo je tady gentleman[6]

- 2019 Jakub Engstrand – Henrik Ibsen: Přízraky
- 2020 JACK – Friedrich Dürrenmatt: Komplic
- 2021 Petr – Daniel Majling: Vina?
- 2021 Petr Zuska a další...: Terapie
- 2022 Tyrrel – William Shakespeare: Richard III.
- 2023 Ondřej – David Ondříček: Kde je ta ryba?
- 2024 Molotov – Fabien Nury a Thierry Robin: Ztratili jsme Stalina

### Divadlo Na zábradlí
- 2009 Arnošt Goldflam: Jeden den[7]

## Filmové role
- 2002 Waterloo po česku
- 2004 por. Poštulka – Bolero
- 2006 Tom – Všechno nejlepší!
- 2007 Bohdan – Poslední plavky
- 2008 Kamil – Vy nám taky, šéfe!
- 2008 host na večírku – 3 sezóny v pekle
- 2008 doktor – O život
- 2008 hospodský pohůnek – Karamazovi
- 2010 kuchař – Román pro muže
- 2011 Meruňkový ostrov
- 2014 Hodinový manžel
- 2014 Kdyby byly ryby
- 2015 Wilsonov
- 2016 Manžel na hodinu
- 2016 Teorie tygra
- 2017 Kvarteto
- 2017 Nejlepší přítel
- 2018 Dvě nevěsty a jedna svatba
- 2019 Hodinářův učeň
- 2020 Štěstí je krásná věc
- 2022 Šnajdr – Velká premiéra
- 2022 Po čem muži touží 2

## Televizní role
- 2000 Paní Mlha [TV film]
- 2007 Četnické humoresky [TV seriál]-díl-Dědic
- 2008 Kriminálka Anděl [TV seriál]
- 2008 Černá sanitka [TV seriál]
- 2009 šéf v práci – Příběhy obyčejného šílenství [TV divadelní představení]
- 2009 Ludvík – O království z nudlí a štěstí bez konce [TV film]
- 2010 Poste restante [TV seriál]
- 2014 Čtvrtá hvězda [TV seriál]
- 2015 Vinaři 2 (Hrouda)